# Cymothales exilis
Cymothales exilis is een insect uit de familie van de mierenleeuwen (Myrmeleontidae), die tot de orde netvleugeligen (Neuroptera) behoort. 
Cymothales exilis is voor het eerst wetenschappelijk beschreven door Mansell in 1987.